# 이규형 (1951년)

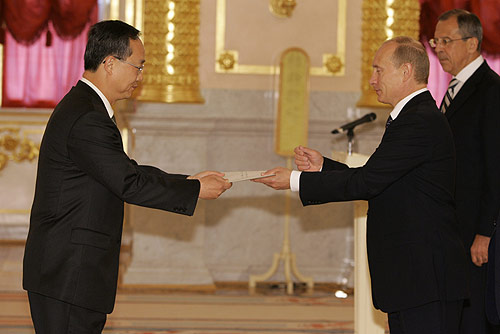

이규형(李揆亨, 1951년 10월 24일~)은 대한민국의 외교관으로, 제9대 주중국 대사를 지냈다. 부산 출신이다.

## 출신 학교
- 서울고등학교
- 서울대학교 외교학 학사

## 주요 경력
- 1974년: 제8회 외무고시 합격
- 1974년~1976년: 외무부 동부아프리카과 사무관
- 1979년~1980년: 외무부 동북아1과 사무관
- 1980년~1982년: 주 유엔대표부 3등서기관
- 1982년~1983년: 주 중앙아대사관 2등서기관
- 1983년~1985년: 대통령비서실 행정관
- 1985년~1989년: 주 일본대사관 1등서기관
- 1989년~1992년: 외무부 유엔과 과장
- 1992년: 외무부 부이사관
- 1992년~1993년: 하버드 대학교 대학원 국제문제센터 연구원
- 1993년~1996년: 주 유엔대표부 참사관
- 1996년: 외교안보연구원 연구관
- 1997년~1998년: 외무부 공보관
- 1998년~1999년: 외교통상부 외교정책실 국제기구정책관
- 1999년~2002년: 주 중화인민공화국 대사관 공사
- 2002년: 외교안보연구원 아태연구부 부장
- 2002년~2004년: 주 방글라데시 대사
- 2004년~2005년: 외교통상부 대변인
- 2005년~2006년: 외교통상부 제2차관
- 2005년: 2006 서울 세계도서관정보대회 조직위원회 위원
- 2007년~2010년: 주 러시아 대사
- 2011년~2013년: 주 중화인민공화국 대사
- 2013년~: 삼성경제연구소 고문
- 자유한국당
- 바른정당

| 전임 유명환 | 제9대 외교통상부 제2차관 2005년 9월 29일~2006년 11월 30일 | 후임 김호영 |

| 전임 김재섭 | 제9대 주 러시아 대사 2007년 4월 18일~2010년 2월 21일 | 후임 이윤호 |

| 전임 류우익 | 제9대 주 중국 대사 2011년 5월 19일(취임)~2013년 5월 | 후임 권영세 |